# Kosmos 2370
Kosmos 2370, ruski izviđački satelit, digitalni fotoizviđač, iz programa Kosmos. Vrste je Jantar-4KS1M (Neman br. 15L).
Lansiran je 3. svibnja 2000. godine u 13:25 s kozmodroma Bajkonura (Tjuratam) u Rusiji. Lansiran je u nisku orbitu oko planeta Zemlje raketom nosačem Sojuz-U 11A511U. Orbita mu je bila 240 km u perigeju i 296 km u apogeju. Orbitna inklinacija bila mu je 64,75°. Spacetrackov kataloški broj je 26354. COSPARova oznaka je 2000-023-A. Zemlju je obilazio u 89,88 minuta. Pri lansiranju bio je mase 6700 kg. 
22. je iz flote letjelica serije Nemana. Sljedbenik je letjelice Celine-2 (Kosmos- 369) koja je presretala radijske prijenose, osobito iznad Čečenije; Kosmos 2370 također je imao fotoizviđačke resurse, a podatci su od tamo prispijevali u digitalnom obliku. Prema moskovskom listu Kommersantu, do ovog lansiranja Rusija je ostala pet mjeseci bez fotoizviđačkih resursa nakon kvara letjelice Kobaljta (Kosmos 2365) prosinca 1999. godine. Snimke je snimao iznad Čečenije, jer nije bilo funkcionalnog relejskog resursa u geosinkronoj orbiti (preko danas disfunkcionalne letjelice Geyzera) za slike s drugih krajeva Zemaljske kugle.
Deorbitirao je 3. svibnja 2001. godine.

## Vanjske poveznice
- N2YO.com Search Satellite Database
- Celes Trak SATCAT Format Documentation (engl.)
- Kunstman  Arhivirana inačica izvorne stranice od 12. kolovoza 2019. (Wayback Machine) Satellites in Orbit (engl.)